# Missouri (rzeka)
Missouri – rzeka w Stanach Zjednoczonych, dopływ Missisipi (dłuższy od rzeki głównej). Wraz z Missisipi stanowi najdłuższą rzekę Ameryki Północnej, o długości ok. 5970 km.

## Przebieg rzeki
Hydrologiczny początek biegu Missouri znajduje się u źródeł potoku Brower's Spring, który za pośrednictwem kilku innych potoków wpada do rzeki Jefferson. Oficjalny początek rzeki Missouri znajduje się w stanie Montana, w pobliżu miasta Three Forks, gdzie powstaje ona z połączenia trzech rzek źródłowych – Jefferson, Madison i Gallatin.
Missouri wpada do Missisipi niedaleko na północ od miasta Saint Louis w stanie Missouri, po przebyciu 3767 km. Jej długość liczona od źródeł rzeki Madison wynosi 4062 km. Kolejno przepływa przez stany: Montana, Dakota Północna, Dakota Południowa, Nebraska, Iowa, Kansas i Missouri.
Rzeka przegrodzona jest zaporami wodnymi, tworzącymi jeziora zaporowe, m.in. Sakakawea, Oahe oraz Fort Peck.

## Missouri w sztuce

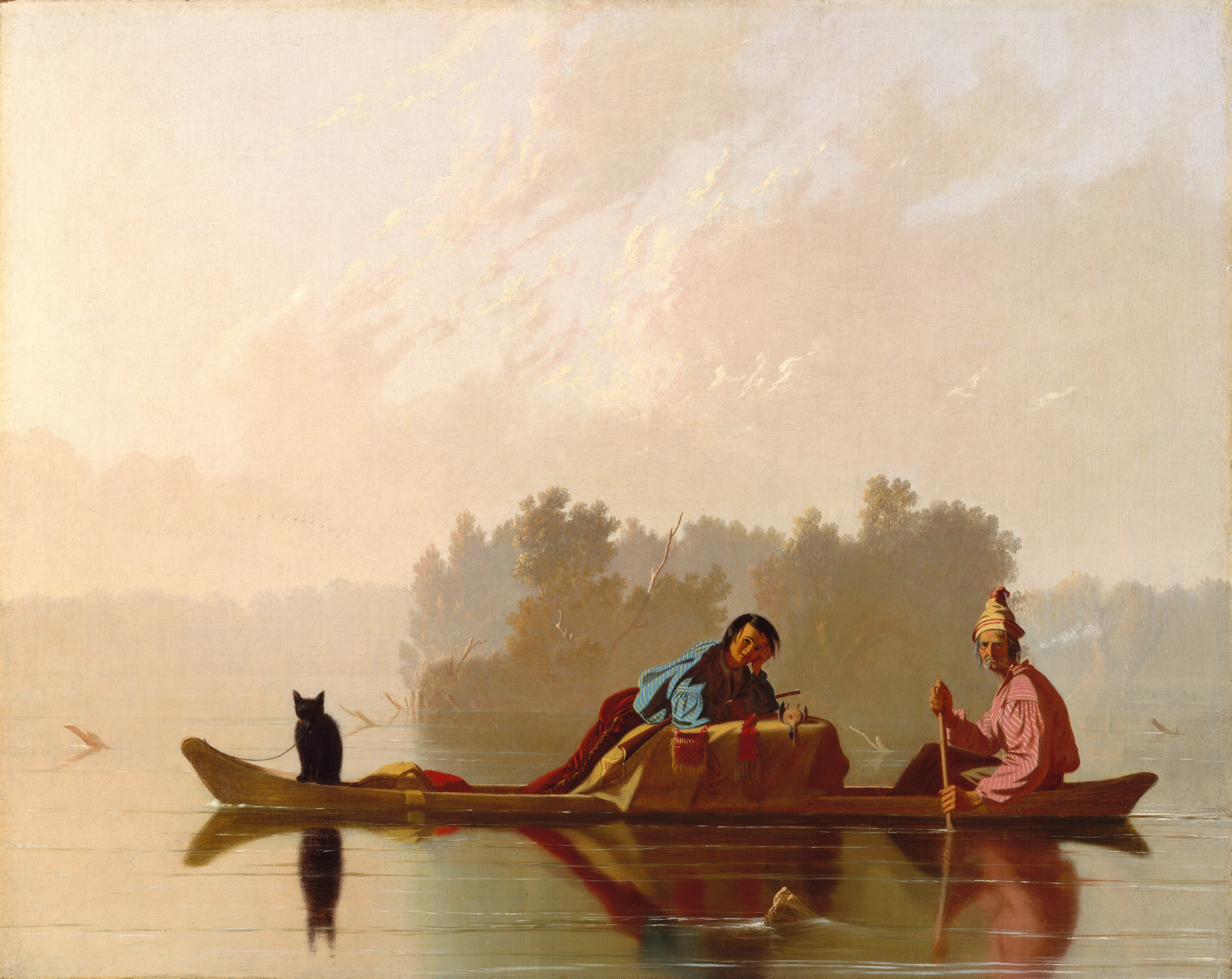
George Caleb Bingham „Fur Traders on Missouri River”, ok. 1845

Amerykański malarz George Catlin, podróżując wzdłuż Missouri w latach 30. XIX wieku, portretował plemiona Indian. Namalował również kilka krajobrazów nad samą rzeką, na przykład „Floyd's Bluff” czy „Brick Kilns”, obydwa z 1832 roku.
Szwedzki malarz Karl Bodmer towarzyszył niemieckiemu podróżnikowi i odkrywcy, księciu Maximilianowi zu Wied-Neuwied w latach 1832–1834 w jego ekspedycji wzdłuż rzeki Missouri. Bodmer został zatrudniony w celu portretowania plemion Indian, które odkryją w czasie podróży po zachodniej Ameryce. Przy okazji stworzył jednak kilka krajobrazów z rzeką Missouri w roli głównej.
Rzeka stała się również natchnieniem dla piosenki Pete Seegera z 1967 – Waist Deep in the Big Muddy (chociaż istnieją pewne nieścisłości odnośnie do lokalizacji zdarzeń z piosenki. Piosenkarz używa również jako miejsca akcji stanu Loo-siana). Akcja piosenki ma miejsce w 1942, opowiada o treningu żołnierzy przed wyjazdem na front II wojny światowej, ale zawarty w niej obraz głupiego kapitana, który wpycha swoich podwładnych w coraz bardziej beznadziejną sytuację jest paralelą do wojny w Wietnamie. W piosence kapitan prowadzi swoją jednostkę na manewry, nalega na przekroczenie rzeki (Missouri), upierając się, że przejście jest bezpieczne. Kapitan tonie w mulistym dnie, a jego wojsko zawraca prowadzone przez sierżanta, który zakwestionował rozkaz kapitana.

## Główne dopływy
Dopływy uporządkowane w kolejności od początku biegu rzeki Missouri.
- Jefferson (Montana)
- Madison (Montana)
- Gallatin (Montana)
- Sixteen Mile Creek (Montana)
- Dearborn (Montana)
- Smith (Montana)
- Sun (Montana)
- Belt Creek (Montana)
- Marias (Montana)
- Arrow Creek (Montana)
- Judith (Montana)
- Cow Creek (Montana)
- Musselshell (Montana)
- Milk River (Montana)
- Redwater (Montana)
- Poplar (Montana)
- Big Muddy Creek (Montana)

- Yellowstone (Dakota Północna)
- Little Muddy Creek (Dakota Północna)
- Tobacco Garden Creek (Dakota Północna)
- Little Missouri (Dakota Północna)
- Knife (Dakota Północna)
- Heart (Dakota Północna)
- Cannonball (Dakota Północna)

- Grand (Dakota Południowa)
- Moreau (Dakota Południowa)
- Cheyenne (Dakota Południowa)
- Bad (Dakota Południowa)
- White (Dakota Południowa)

- Niobrara (Nebraska)

- James (Dakota Południowa)
- Vermillion (Dakota Południowa)

- Big Sioux (granica stanów Dakota Południowa, Iowa i Nebraska)

- Perry Creek (Iowa)
- Floyd (Iowa)
- Little Sioux (Iowa)
- Soldier (Iowa)
- Boyer (Iowa)
- Mosquito Creek (Iowa)

- Platte (Nebraska)
- Little Nemaha (Nebraska)
- Big Nemaha (Nebraska)

- Nishnabotna (Missouri)
- Nodaway (Missouri)
- Platte (Missouri)

- Kansas (Kansas)

- Blue (Missouri)
- Grand (Missouri)
- Chariton (Missouri)
- Lamine (Missouri)
- Osage (Missouri)
- Gasconade (Missouri)

## Większe miasta nad rzeką
Zlewnia rzeki jest zamieszkana przez około 10 milionów osób, w tym przez Indian z 28 plemion, mieszkańców 10 stanów USA i niewielkiej części Kanady. Główne miasta nad rzeką to:
- Great Falls
- Bismarck (stolica stanu Dakota Północna)
- Pierre (stolica stanu Dakota Południowa)
- Sioux City
- Council Bluffs
- Omaha
- St. Joseph
- Kansas City (Kansas)
- Kansas City (Missouri)
- Jefferson City (stolica stanu Missouri)
- St. Charles
- St. Louis